# Philophylla mindanaoensis
Philophylla mindanaoensis är en tvåvingeart som först beskrevs av Hardy 1974.  Philophylla mindanaoensis ingår i släktet Philophylla och familjen borrflugor. Inga underarter finns listade i Catalogue of Life.